# Fran Lenaers
Fran Lenaers (Valencia, Mayo de 1961) es un productor y disc-jockey valenciano. Uno de los referentes de la Ruta Destroy, fue el DJ residente de la sala Spook Factory siendo pionero en mezclar tanto temas electrónicos como de guitarras y otros estilos con dos y hasta tres platos consiguiendo sincronizaciones perfectas. Fue miembro fundador de la formación valenciana de música electrónica Megabeat. De origen valenciano y belga, su padre era natural de Amberes y vivía en Valencia por cuestiones de trabajo.